# Víctor Ruiz Torre
Víctor Ruiz Torre (San Felíu de Llobregat, Barcelona, España, 25 de enero de 1989) es un exfutbolista español que jugaba de defensa.

## Trayectoria
Formado en las categorías inferiores del F. C. Barcelona y del Unió Esportiva Cornellà fichó por el juvenil del R. C. D. Espanyol, es internacional con la selección española sub-19 y sub-20. El 6 de diciembre de 2009, su entrenador Mauricio Pochettino le hizo debutar de titular en la Primera División contra el Racing de Santander.
desde entonces el jugador se afianzó en el centro de la defensa junto a Nico Pareja formando un gran dupla de centrales, jugando 22 partidos de liga la temporada 2009/2010. También marcó dos goles contra el Málaga C. F. y el Atlético de Madrid.
El 27 de enero de 2011 fichó por el S. S. C. Napoli, a cambio de unos 6 millones de € más el 100% de los derechos federativos de Jesús Dátolo. Firmó por 4 temporadas y media, hasta junio de 2015, convirtiéndose en el primer jugador español de la historia del conjunto napolitano. Utilizado como central izquierdo en la defensa a tres de Mazzarri, debutó con la camiseta azzurra el 24 de febrero en la vuelta de los dieciseisavos de final de la Liga Europa de la UEFA contra el Villarreal C. F. El debut en Serie A se produjo el 13 de marzo, en el partido de visitante ante el Parma F. C., donde fue titular desde el primer minuto.
El 30 de agosto de 2011 fichó por el Valencia C. F. por una cifra cercana a los 8 millones de euros. En el club che, se ha convirtió en pieza clave del esquema de Unai Emery junto a Adil Rami, también llegado ese mismo verano.
Tras la llegada de Ernesto Valverde al banquillo del Valencia C. F., jugó varios partidos en la demarcación de centrocampista defensivo en partidos como el empate de Copa del Rey ante el Real Madrid C. F. en Mestalla o la victoria en Riazor, donde hizo un buen papel. Sin embargo este cambio de posición fue propiciado por las bajas de David Albelda, Fernando Gago y Dani Parejo, bajas que dejaron el centro del campo del equipo muy mermado.
El 8 de agosto se cerró el acuerdo de cesión por una temporada entre Valencia C. F. y Villarreal C. F.
El 30 de junio de 2015 se acordó su fichaje por el Villarreal C. F. que abonó 3 000 000 €, 2 700 000 € fijos y 300 000 € en variables.
En agosto de 2019 fue traspasado al Beşiktaş J. K. El 15 de julio de 2020 el club comunicó que el jugador había rescindido su contrato de manera unilateral aquejando impagos de su salario. Mes y medio después firmó por un año con el Real Betis Balompié.
El 20 de septiembre de 2023, tras haber quedado libre al final de la anterior campaña, regresó al R. C. D. Espanyol doce años después de su marcha. Esta segunda etapa duró un único año en el que ayudó al club a lograr el ascenso a Primera División. Estuvo toda la temporada 2024-25 sin equipo y en junio de 2025, aunque no anunció su retirada, volvió al club como responsable de la mejora individual de los jugadores del filial y el juvenil.

## Selección nacional
Fue internacional con las categorías inferiores de la selección española (1 partido con la sub-17, 3 partidos con la sub-19 y 5 con la sub-21), ganando la Eurocopa Sub-21 de 2011.

## Estadísticas

### Clubes
- Actualizado al final de su carrera.

| Club                           | Div.          | Temporada     | Liga  | Liga  | Copas nacionales | Copas nacionales | Copas internacionales | Copas internacionales | Total | Total |
| Club                           | Div.          | Temporada     | Part. | Goles | Part.            | Goles            | Part.                 | Goles                 | Part. | Goles |
| ------------------------------ | ------------- | ------------- | ----- | ----- | ---------------- | ---------------- | --------------------- | --------------------- | ----- | ----- |
| R. C. D. Espanyol "B" · España | 2.ª B         | 2009-10       | 12    | 0     | —                | —                | —                     | —                     | 12    | 0     |
| R. C. D. Espanyol "B" · España | Total club    | Total club    | 12    | 0     | 0                | 0                | 0                     | 0                     | 12    | 0     |
| R. C. D. Espanyol · España     | 1.ª           | 2009-10       | 22    | 2     | 0                | 0                | —                     | —                     | 22    | 2     |
| R. C. D. Espanyol · España     | 1.ª           | 2010-11       | 15    | 0     | 3                | 0                | —                     | —                     | 18    | 0     |
| S. S. C. Napoli · Italia       | 1.ª           | 2010-11       | 6     | 0     | 0                | 0                | 1                     | 0                     | 7     | 0     |
| S. S. C. Napoli · Italia       | Total club    | Total club    | 6     | 0     | 0                | 0                | 1                     | 0                     | 7     | 0     |
| Valencia C. F. · España        | 1.ª           | 2011-12       | 22    | 0     | 7                | 1                | 8                     | 1                     | 37    | 2     |
| Valencia C. F. · España        | 1.ª           | 2012-13       | 26    | 0     | 5                | 0                | 3                     | 0                     | 34    | 0     |
| Valencia C. F. · España        | 1.ª           | 2013-14       | 11    | 1     | 1                | 0                | 7                     | 0                     | 19    | 1     |
| Valencia C. F. · España        | Total club    | Total club    | 59    | 1     | 13               | 1                | 18                    | 1                     | 90    | 3     |
| Villarreal C. F. · España      | 1.ª           | 2014-15       | 25    | 0     | 3                | 0                | 8                     | 0                     | 36    | 0     |
| Villarreal C. F. · España      | 1.ª           | 2015-16       | 35    | 0     | 2                | 0                | 14                    | 0                     | 51    | 0     |
| Villarreal C. F. · España      | 1.ª           | 2016-17       | 28    | 1     | 2                | 0                | 6                     | 0                     | 36    | 1     |
| Villarreal C. F. · España      | 1.ª           | 2017-18       | 27    | 2     | 2                | 0                | 5                     | 0                     | 34    | 2     |
| Villarreal C. F. · España      | 1.ª           | 2018-19       | 22    | 0     | 1                | 0                | 10                    | 0                     | 33    | 0     |
| Villarreal C. F. · España      | Total club    | Total club    | 137   | 3     | 10               | 0                | 43                    | 0                     | 190   | 3     |
| Beşiktaş J. K. Turquía         | 1.ª           | 2019-20       | 23    | 0     | 2                | 0                | 1                     | 0                     | 26    | 0     |
| Beşiktaş J. K. Turquía         | Total club    | Total club    | 23    | 0     | 2                | 0                | 1                     | 0                     | 26    | 0     |
| Real Betis Balompié · España   | 1.ª           | 2020-21       | 27    | 2     | 4                | 0                | —                     | —                     | 31    | 2     |
| Real Betis Balompié · España   | 1.ª           | 2021-22       | 18    | 0     | 3                | 0                | 2                     | 0                     | 23    | 0     |
| Real Betis Balompié · España   | 1.ª           | 2022-23       | 10    | 0     | 1                | 0                | 3                     | 0                     | 14    | 0     |
| Real Betis Balompié · España   | Total club    | Total club    | 55    | 2     | 8                | 0                | 5                     | 0                     | 68    | 2     |
| R. C. D. Espanyol · España     | 2.ª           | 2023-24       | 16    | 0     | 0                | 0                | —                     | —                     | 16    | 0     |
| R. C. D. Espanyol · España     | Total club    | Total club    | 53    | 2     | 3                | 0                | 0                     | 0                     | 56    | 2     |
| Total carrera                  | Total carrera | Total carrera | 345   | 8     | 36               | 1                | 68                    | 1                     | 449   | 9     |
| 1. 2.                          |               |               |       |       |                  |                  |                       |                       |       |       |

## Palmarés

### Campeonatos nacionales
| Título                     | Club                  | País   | Año  |
| -------------------------- | --------------------- | ------ | ---- |
| Tercera División de España | R. C. D. Espanyol "B" | España | 2009 |
| Copa del Rey               | Real Betis Balompié   | España | 2022 |

### Copas internacionales
| Título          | Club (*)                   | País      | Año  |
| --------------- | -------------------------- | --------- | ---- |
| Eurocopa Sub-21 | Selección sub-21 de España | Dinamarca | 2011 |

(*) Incluyendo la selección.

### Otros campeonatos oficiales
| Título        | Club              | País   | Año  |
| ------------- | ----------------- | ------ | ---- |
| Copa Cataluña | R. C. D. Espanyol | España | 2010 |